# Claudio Williman
Claudio Williman (Montevidéu, 10 de outubro de 1861 - 9 de fevereiro de 1934) foi um advogado, político e professor de direito uruguaio, membro do Partido Colorado e Presidente do Uruguai entre 1907 e 1911.

## Presidente do Uruguai
Ele foi o presidente interino de fato do Uruguai, escolhido por José Batlle y Ordóñez para sucedê-lo após seu primeiro mandato.
Williman foi escolhido por Batlle para sucedê-lo, uma vez que os presidentes uruguaios foram constitucionalmente impedidos de cumprir mandatos consecutivos. Suas políticas geralmente seguiam as de Batlle.
Durante o seu governo criou os Ministérios da Indústria e Obras Públicas, reformou o poder judiciário, legalizou o divórcio e aboliu a Pena de morte.

## Pós-presidência
Ele foi sucedido por Batlle, que foi reeleito em 1911. Ele retornou ao Senado do Uruguai, mas deixou-o para se tornar presidente do Banco de la República Oriental del Uruguai em 1916. Ele ocupou esse cargo até 1928.
Wílliman viveu para ver muito do seu legado democrático e de Battle y Ordóñez destruído - pelo menos temporariamente - pelo presidente Gabriel Terra , que reforçou seu governo presidencial em um golpe de Estado em 1933.

### Morte
Faleceu em sua casa em Montevidéu em 9 de fevereiro de 1934 aos 72 anos de idade.